# 贌
贌為荷蘭東印度公司在台灣實行的特殊承包制度，意指將某項經營活動的獨佔權以拍賣出售，其他人不能侵犯承包商的權利。獨佔權通常一年到期，得標時承包商須先繳納一些預付款，餘款等到期後才繳清。從廣義上而言，贌即為課徵不同形式的間接稅，有時也叫稅收承包制。

## 詞源
荷蘭文這一字起源於中古日耳曼地區借自拉丁文的或，意為領主與包稅人對稅額取得意見一致。當時的漢人以臺灣話唸為「pa̍k」（白話字），漢字寫成「贌」。

## 類型
依據Pol Heyns的研究，贌可分為四種類型：
- 獨佔收購權：承包商可以收購大員當局以什一稅為名目所課徵的實物，例如烏魚、鹿肉、鹽，再將購得的貨物轉手賣出，即可賺取價差。
- 獨佔區域交易權（贌社）：承包商可以獨佔指定區域內的交易活動，例如屠宰、販賣豬隻。其中最為著名係贌社，除了得標者以外，其他人都被禁止到原住民的村落內交易。
- 獨佔徵稅權：承包商可以自行徵收標得的稅賦，例如米作什一稅、通行稅、人頭稅。
- 獨佔天然資源使用權：承包商可以獨佔土地、水域，或是依附其上的天然資源。例如大員當局自1636年起標售小琉球的經營權，後來也標出一些沿岸及內陸河湖的漁撈權。